# België in de Frans-Duitse Oorlog

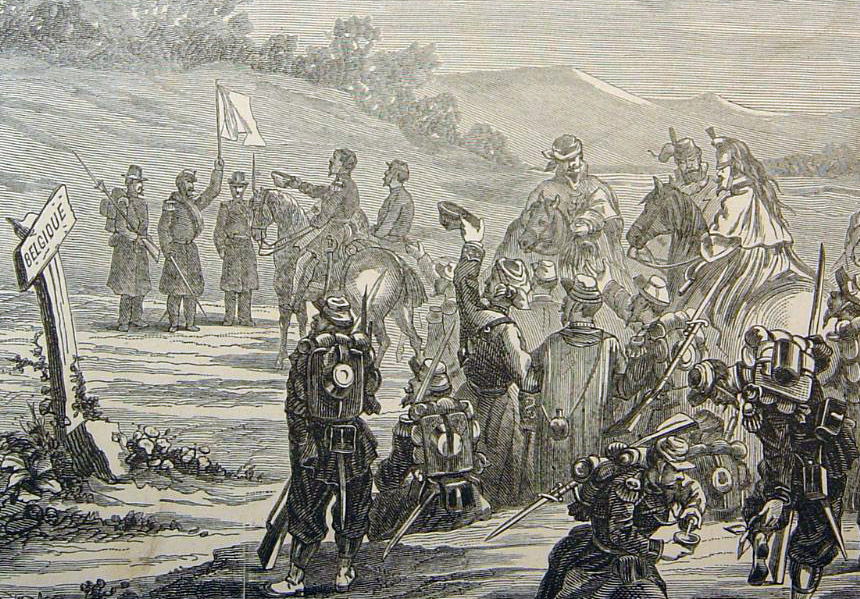
Franse en Belgische troepen ontmoeten elkaar aan de grens.

De positie van België in de Frans-Duitse Oorlog van 1870 was een neutrale houding. Desalniettemin werden de Belgische samenleving en politiek aanzienlijk beïnvloed door de Frans-Duitse Oorlog, in het bijzonder door de angst voor een invasie van een van beide landen. De mobilisatie van het Belgische leger in 1870 maakte de tekortkomingen van de Belgische strijdkrachten duidelijk en leidde tot een hervorming van de dienstplicht. Bovendien werd de zogenaamde militaire vervanging opgegeven, waarbij rijke burgers hun dienstplicht konden afkopen. Samen met de bouw van nieuwe fortengordels beïnvloedden deze maatregelen de eerste fasen van de Eerste Wereldoorlog.

## Paniek en mobilisatie
Het werd algemeen als aannemelijk beschouwd dat zowel Frankrijk als Pruisen elkaar via België zouden kunnen aanvallen, zeker nadat Napoleon III tijdens de Luxemburgse kwestie in 1867 gepoogd had Luxemburg in te lijven. In 1869 laaiden de spanningen tussen beide landen een tweede keer op naar aanleiding van de Belgische spoorwegenkwestie.
In het begin van de Frans-Duitse Oorlog stelde de Franse maarschalk Canrobert een heel korps (4 infanteriedivisies) naar Châlons-sur-Marne in Noord-Frankrijk als reserve en om de grens te verdedigen in het geval van een Pruisische doortocht door België.
Toen de Belgische regering-D'Anethan onder leiding van Jules d'Anethan, een regering die slechts twee weken voor het uitbreken van de oorlog aan de macht was gekomen, het nieuws van de oorlogsverklaring vernam, vreesde zij dat België onder de voet zou worden gelopen. De goudreserves van de Nationale Bank van België werden in spoed overgebracht naar de Stelling van Antwerpen voordat het nieuws bekend werd gemaakt. Toen dit uitlekte, ontstond er paniek.
Het Belgische leger werd opgeroepen op 15 juli 1870, dezelfde dag dat ook het Franse en het Duitse leger werden gemobiliseerd. Aangezien zowel Franse als Pruisische troepen aan de Belgische grens manoeuvreerden, vreesden vele militaire leiders dat een van beide partijen om strategische redenen hun tegenstander via België zouden aanvallen en de meesten hadden er weinig geloof in dat het leger zo'n aanval zou kunnen afslaan. Hoewel er zich enkele belangrijke veldslagen afspeelden niet ver van de Belgische grens, zoals de Slag bij Sedan, werd België nooit echt aangevallen.
Gezien het parlement ontbonden was en verkiezingen gepland waren voor 2 augustus, kwam de Kroonraad op 16 juli samen om te bepalen of de wetgevende Kamers al dan niet in buitengewone zitting moesten bijeenkomen vóór de verkiezingen. Dit werd evenwel niet gedaan. Na de verkiezingen van 2 augustus vergaderden de Verenigde Kamers (de gemeenschappelijke vergadering van de leden van de Kamer van volksvertegenwoordigers en de Senaat) in buitengewone zitting op 8 augustus 1870. Tijdens deze vergadering gaf koning Leopold II een toespraak over de Belgische houding in de Frans-Duitse Oorlog van 1870 en sprak hij zijn hoop uit dat België zijn neutraliteit in dit conflict niet geschonden zou zien.
Mogelijk was de Britse garantie voor Belgische neutraliteit, die in 1839 was vastgelegd in het Verdrag van Londen, een beslissende factor om België niet binnen te vallen. Om niet de indruk te wekken dat België op oorlog uit was, verzocht koning Leopold II Frankrijk geen Belgische leden van het Frans Vreemdelingenlegioen bij het conflict te betrekken. Frankrijk stemde hiermee in en de Belgische legioensoldaten bleven op hun basis in Frans-Algerije terwijl hun wapenbroeders naar het front trokken. Deze beslissing wekte echter de woede op van de andere soldaten. Het marslied van het Vreemdelingenlegioen, "Le Boudin", refereert hier nog steeds veelvuldig naar.

## Gevolgen
De Frans-Duitse Oorlog maakte Belgiës precaire situatie in het geval van een volgende oorlog tussen de twee Europese grootmachten acuut duidelijk. In de jaren na de oorlog werd het leger aanzienlijk gemoderniseerd. De militaire vervanging, die door vele (rijke) Belgen werd aanzien als een cruciale en verworven vrijheid, werd afgeschaft en de dienstplichtregeling werd verbeterd. Deze hervormingen onder leiding van premier d'Anethan, en onder druk van Leopold II, verdeelde de Belgische politiek. De katholieken verenigden zich met de liberalen in hun strijd tegen de hervormingen, die teniet werden gedaan toen d'Anethans regering viel door een ongerelateerd schandaal.
Uiteindelijk werden de strijdkrachten toch hervormd. Het systeem van 1909 maakte komaf met de inefficiënte militaire vervanging en voerde een verplichte militaire dienst in van acht jaar aan het front en vijf jaar in de reserves. Hierdoor groeide het Belgische leger aan tot een krijgsmacht van meer dan 100.000 goed getrainde soldaten. De fortengordels aan de grenzen werden ook versterkt, wat leidde tot enkele toen heel moderne stellingen, waaronder de Stelling van Antwerpen en de Forten rond Luik en Namen, waarvan de meeste waren ontworpen door de Belgische vestingbouwkundige Henri Alexis Brialmont.